# Original Sin (film)
Original Sin è un film del 2001 diretto da Michael Cristofer e basato sul romanzo di Cornell Woolrich del 1947: Waltz into Darkness. È il remake del film del 1969 La mia droga si chiama Julie diretto da François Truffaut.

## Trama
Cuba, fine ottocento. Luis Vargas, un mercante di caffè bello e ricco, e titolare di un'avviata piantagione, ha bisogno di una moglie, possibilmente statunitense. Deciso a voler un matrimonio senza troppe complicazioni sentimentali, chiede la mano a una donna conosciuta per corrispondenza, Julia Russell. Quando si reca al porto per accogliere la sua futura moglie, rimane molto sorpreso dal constatare che la splendida donna che si trova davanti non è quella della fotografia che aveva ricevuto. Scusandosi Julia rivela dunque di aver spedito la foto di un'altra donna, perché non voleva che un uomo fosse interessato a lei solo per il suo bel viso.
Dopo il primo approccio, Luis sposa Julia: la sua bellezza però rovina il piano di un matrimonio senza complicazioni che Luis aveva in mente. Luis infatti se ne innamora e dopo solo pochi giorni i due vengono travolti dalla passione. Anche se dietro di lei c'è un alone di mistero, Luis concede alla moglie libero accesso ai conti bancari e la invita a scrivere alla sorella di lei, Emily, che ha mandato un investigatore per avere notizie di Julia. Luis inizia ad avere delle perplessità quando nota delle cicatrici sulla schiena di Julia e quando, durante il sonno, ha strani incubi. Le cose si complicano quando Emily arriva a Cuba affermando che la lettera ricevuta non può essere della vera Julia, non avendo riconosciuto la sua scrittura. Luis cerca di difendere la moglie ma, dovendosi arrendere alle insistenze, corre a casa cercando Julia e scoprendo che è scomparsa con i suoi soldi. Luis rimane sconvolto: in preda alla rabbia, si affida a Walter Downs, un investigatore privato in cerca della vera Julia. Luis gli chiede di aiutarlo a trovare Julia perché vuole ucciderla.
Insieme arrivano a l'Avana e qui, una volta rintracciata Julia, Luis vorrebbe ucciderla ma non ne ha il coraggio. Lei allora gli confessa di chiamarsi Bonnie Castle, di essere un'attrice e di aver agito con un complice. Luis è innamorato e non gli importa del passato. I due sfuggono dunque a Walter e si trasferiscono a Cardenas, dove per un periodo vivono felici. Walter riesce a rintracciarli, riportando a Luis la notizia che la vera Julie Russell è stata trovata morta. Luis rimane fedele all'amore verso la moglie e nel difenderla si getta contro Walter; nella colluttazione parte un colpo di pistola e Walter cade a terra apparentemente ammazzato. Convinto di essere colpevole di omicidio, Luis cerca di recuperare soldi per poter fuggire. Bonnie lo manda in città a recuperare il denaro, promettendo di occuparsi dell'occultamento del cadavere. Bonnie infatti ha riconosciuto nell'investigatore il suo complice, Billy, che ormai crede morto, ma a sorpresa Billy è ancora vivo e costringe Bonnie a sottrarre a Luis anche il resto del suo denaro; ella è costretta ad accettare.
Bonnie e Luis cambiano nuovamente residenza e, per guadagnarsi da vivere, lei gli insegna i trucchi per barare al tavolo da gioco, mestiere che si rivela anche rischioso. Una sera, mentre Bonnie esce e finge di andare in farmacia, Luis la segue e la scopre mentre si incontra con Walter, ossia il suo collega attore Billy. Al ritorno, Luis mette la moglie alle strette, la minaccia, ma ancora una volta, folle d'amore, alla fine le dichiara che, nonostante tutto, l'ama. Luis così beve il caffè che lei aveva avvelenato. Bonnie non riesce a fermarlo in tempo e subito si pente; cerca allora di salvarlo e lo porta alla stazione. Qui arriva anche Billy che reclama da Bonnie i soldi. Luis, pur agonizzante, spara a Billy e poco dopo, sentendo l'arrivo della polizia, Bonnie fa altrettanto, uccidendolo, per scagionare Luis che stava per morire tra le sue braccia.

## Produzione

### Riprese
Il film è stato girato interamente in Messico, le riprese erano iniziate il 14 febbraio 2000 e sono terminate il 21 aprile dello stesso anno, il budget del film è di 42 milioni di dollari.

## Distribuzione
Il film è uscito negli Stati Uniti il 3 agosto 2001 a cura della Metro Goldwyn Mayer e in Italia per il 16 novembre 2001 per le sale cinematografiche ed in DVD il 2002 a cura dalla Medusa Home Entertainment.

## Accoglienza

### Incassi
Il film ha incassato in tutto il mondo 36.400.000 di Dollari.

### Critica
Il film è stato accolto male dalla critica, ottenendo un punteggio del 12% su Rotten Tomatoes basato su 91 recensioni.
Il critico Roger Ebert ha dato il film una recensione positiva. Angelina Jolie fu candidata per un Razzie Awards come peggior attrice per il suo ruolo in questo film e per quello in Lara Croft: Tomb Raider, ma il premio venne assegnato a Mariah Carey per Glitter.

## Riconoscimenti
Il film ha ricevuto durante l'edizione dei Razzie Awards 2001 una candidatura come Peggior attrice per Angelina Jolie.